# العلاقات النمساوية الإيطالية
العلاقات النمساوية الإيطالية هي العلاقات الثنائية التي تجمع بين النمسا وإيطاليا.

## مقارنة بين البلدين
هذه مقارنة عامة ومرجعية للدولتين:
| وجه المقارنة                                              | النمسا                                                    | إيطاليا                                                  |
| --------------------------------------------------------- | --------------------------------------------------------- | -------------------------------------------------------- |
| المساحة (كم2)                                             | 83.86 ألف                                                 | 301.34 ألف                                               |
| عدد السكان (نسمة)                                         | 8.81 مليون                                                | 60.60 مليون                                              |
| الكثافة السكانية (ن./كم²)                                 | 105.06                                                    | 201.1                                                    |
| العاصمة                                                   | فيينا                                                     | روما، فلورنسا، تورينو                                    |
| اللغة الرسمية                                             | اللغة الألمانية، لغة الإشارة النمساوية ‏                   | اللغة الإيطالية                                          |
| العملة                                                    | يورو، شلن نمساوي، رايخ مارك، شلن نمساوي                   | يورو، ليرة إيطالية                                       |
| الناتج المحلي الإجمالي (بليون دولار)                      | 416.60 مليار                                              | 1.93 تريليون                                             |
| الناتج المحلي الإجمالي (تعادل القوة الشرائية) بليون دولار | 426.99 مليار                                              | 2.26 تريليون                                             |
| الناتج المحلي الإجمالي الاسمي للفرد دولار أمريكي          | 43.77 ألف                                                 | 29.96 ألف                                                |
| الناتج المحلي الإجمالي للفرد دولار أمريكي                 | 47.68 ألف                                                 | 35.46 ألف                                                |
| مؤشر التنمية البشرية                                      | 0.885                                                     | 0.873                                                    |
| رمز المكالمات الدولي                                      | +43                                                       | +39                                                      |
| رمز الإنترنت                                              | .at                                                       | .it                                                      |
| المنطقة الزمنية                                           | توقيت وسط أوروبا، ت ع م+01:00، ت ع م+02:00، أوروبا/فيينا ‏ | توقيت وسط أوروبا، ت ع م+01:00، ت ع م+02:00، أوروبا/روما ‏ |

## مدن متوأمة
في ما يلي قائمة باتفاقيات التوأمة بين مدن نمساوية وإيطالية:
- ترتبط Lassee [الإنجليزية]‏ مع بوسيني باتفاقية توأمة.
- ترتبط Kals am Großglockner [الإنجليزية]‏ مع Marling, South Tyrol [الإنجليزية]‏ باتفاقية توأمة.
- ترتبط Reichenau an der Rax [الإنجليزية]‏ مع لاتيسانا باتفاقية توأمة.
- ترتبط فيلاخ مع أوديني باتفاقية توأمة منذ 1973.
- ترتبط فينر نويشتات مع ديسينزانو دل غاردا باتفاقية توأمة.
- ترتبط Sankt Lorenzen bei Knittelfeld [الإنجليزية]‏ مع غرادو باتفاقية توأمة.
- ترتبط Hard, Austria [الإنجليزية]‏ مع باجنولي دي سوبرا باتفاقية توأمة.
- ترتبط Laakirchen [الإنجليزية]‏ مع جيمونا ديل فريولي باتفاقية توأمة.
- ترتبط غراتس مع ترييستي باتفاقية توأمة منذ 7 نوفمبر 1972.[15][15]
- ترتبط Ebensee am Traunsee [الإنجليزية]‏ مع براتو باتفاقية توأمة.
- ترتبط Albeck, Carinthia [الإنجليزية]‏ مع فيومي فينيتو باتفاقية توأمة.
- ترتبط جرافنفورث مع سيرافالي بيستويزي باتفاقية توأمة.
- ترتبط Sankt Nikolai im Sausal [الإنجليزية]‏ مع Loro Piceno [الإنجليزية]‏ باتفاقية توأمة.
- ترتبط Lurnfeld [الإنجليزية]‏ مع ماريانو دل فريولي باتفاقية توأمة.
- ترتبط Friesach [الإنجليزية]‏ مع كورمون باتفاقية توأمة.
- ترتبط Bruck an der Leitha [الإنجليزية]‏ مع بلدة بيفيرنو باتفاقية توأمة.
- ترتبط Gnadenwald [الإنجليزية]‏ مع Rodeneck [الإنجليزية]‏ باتفاقية توأمة.
- ترتبط Obervellach [الإنجليزية]‏ مع موجا باتفاقية توأمة منذ 1985.
- ترتبط Kuchl [الإنجليزية]‏ مع San Giovanni al Natisone [الإنجليزية]‏ باتفاقية توأمة.
- ترتبط Maria Wörth [الإنجليزية]‏ مع Codroipo [الإنجليزية]‏ باتفاقية توأمة.
- ترتبط Rosegg [الإنجليزية]‏ مع Osoppo [الإنجليزية]‏ باتفاقية توأمة.
- ترتبط كلاغنفورت مع أوديني باتفاقية توأمة منذ 1974.[16][16][17][18]
- ترتبط Neumarkt in der Steiermark [الإنجليزية]‏ مع مونفلكوني باتفاقية توأمة.
- ترتبط St. Veit an der Glan [الإنجليزية]‏ مع سان فيتو آل تاليامنتو باتفاقية توأمة.
- ترتبط يودنبورغ مع Massa e Cozzile [الإنجليزية]‏ باتفاقية توأمة.
- ترتبط كوفشتاين مع روفيريتو باتفاقية توأمة.
- ترتبط تامسفيغ [الإنجليزية]‏ مع Iseo, Lombardy [الإنجليزية]‏ باتفاقية توأمة.
- ترتبط Mitterdorf an der Raab [الإنجليزية]‏ مع Revine Lago [الإنجليزية]‏ باتفاقية توأمة.
- ترتبط Schönberg im Stubaital [الإنجليزية]‏ مع Siror [الإنجليزية]‏ باتفاقية توأمة.
- ترتبط القديس يوحنا في تيرول مع Valeggio sul Mincio [الإنجليزية]‏ باتفاقية توأمة.
- ترتبط Bad Bleiberg [الإنجليزية]‏ مع Pradamano [الإنجليزية]‏ باتفاقية توأمة.
- ترتبط سالزبورغ مع ميرانو باتفاقية توأمة منذ 1989.[19][20][21][22]
- ترتبط ماوتهاوزن مع Cogollo del Cengio [الإنجليزية]‏ باتفاقية توأمة.
- ترتبط بروك ان دير مور مع فيرولي باتفاقية توأمة منذ 1975.
- ترتبط Axams [الإنجليزية]‏ مع ناتورنز باتفاقية توأمة.
- ترتبط Velden am Wörther See [الإنجليزية]‏ مع جيسولو باتفاقية توأمة.
- ترتبط Stans, Tyrol [الإنجليزية]‏ مع San Pietro in Cariano [الإنجليزية]‏ باتفاقية توأمة منذ 1986.
- ترتبط تراون مع فورليمبوبولي باتفاقية توأمة.
- ترتبط Oberaich [الإنجليزية]‏ مع فارا ديسونتسو باتفاقية توأمة.
- ترتبط Wagna [الإنجليزية]‏ مع رونشي دي ليجونياري باتفاقية توأمة.
- ترتبط لينتس مع مودينا باتفاقية توأمة منذ 6 مايو 1983.[23][23]
- ترتبط Natschbach-Loipersbach [الإنجليزية]‏ مع Cornuda [الإنجليزية]‏ باتفاقية توأمة.
- ترتبط Ybbs an der Donau [الإنجليزية]‏ مع بوبيو باتفاقية توأمة.
- ترتبط Pottendorf [الإنجليزية]‏ مع سان لورينزو ايزونتنو باتفاقية توأمة.
- ترتبط Schiefling am Wörthersee [الإنجليزية]‏ مع رومان ديسونزو باتفاقية توأمة.
- ترتبط Mariazell [الإنجليزية]‏ مع لوريتو (ماركي) باتفاقية توأمة.
- ترتبط Mödling [الإنجليزية]‏ مع فليتري باتفاقية توأمة منذ 1956.
- ترتبط Sankt Veit im Mühlkreis [الإنجليزية]‏ مع سان فيتو رومانو باتفاقية توأمة.
- ترتبط Weißbach bei Lofer [الإنجليزية]‏ مع Caderzone Terme [الإنجليزية]‏ باتفاقية توأمة.
- ترتبط كينيلباخ مع Scurelle [الإنجليزية]‏ باتفاقية توأمة.
- ترتبط غموندن مع فاينزا باتفاقية توأمة منذ 25 أكتوبر 2008.
- ترتبط آيزنشتات مع ليجنانو سابيا دورو باتفاقية توأمة.
- ترتبط Sankt Georgen an der Gusen [الإنجليزية]‏ مع إمبولي باتفاقية توأمة.
- ترتبط Hall in Tirol [الإنجليزية]‏ مع Sommacampagna [الإنجليزية]‏ باتفاقية توأمة.
- ترتبط Arnoldstein [الإنجليزية]‏ مع Tarcento [الإنجليزية]‏ باتفاقية توأمة.
- ترتبط St. Georgen am Längsee [الإنجليزية]‏ مع زوبولا باتفاقية توأمة.
- ترتبط Feistritz bei Knittelfeld [الإنجليزية]‏ مع غرادو باتفاقية توأمة.
- ترتبط مايرهوفن مع تيراتشينا باتفاقية توأمة.
- ترتبط Ybbsitz [الإنجليزية]‏ مع Stia [الإنجليزية]‏ باتفاقية توأمة.
- ترتبط Mitterndorf an der Fischa [الإنجليزية]‏ مع Vallarsa [الإنجليزية]‏ باتفاقية توأمة.
- ترتبط Nötsch im Gailtal [الإنجليزية]‏ مع بوتريو باتفاقية توأمة.
- ترتبط سبيتال دراو مع بوردينوني باتفاقية توأمة.
- ترتبط باد إيستشل مع Porto San Giorgio [الإنجليزية]‏ باتفاقية توأمة.
- ترتبط شفاتس مع فربانيا باتفاقية توأمة.
- ترتبط Peuerbach [الإنجليزية]‏ مع مالو باتفاقية توأمة.
- ترتبط St Anton am Arlberg [الإنجليزية]‏ مع شلاندرز باتفاقية توأمة.
- ترتبط بورتشاخ أم ورثيرسي [الإنجليزية]‏ مع Rivignano [الإنجليزية]‏ باتفاقية توأمة.
- ترتبط Langenstein, Austria [الإنجليزية]‏ مع سستو سان جوفاني باتفاقية توأمة.
- ترتبط Millstatt am See [الإنجليزية]‏ مع سان دانييل ديل فريولي باتفاقية توأمة منذ 1974.
- ترتبط امستيتن النمسا السفلى مع بيرجين فالسوجانا باتفاقية توأمة.
- ترتبط Oberdrauburg [الإنجليزية]‏ مع سينيا (إيطاليا) باتفاقية توأمة.
- ترتبط Sankt Florian [الإنجليزية]‏ مع تولميزو باتفاقية توأمة.
- ترتبط Voitsberg [الإنجليزية]‏ مع San Martino Buon Albergo [الإنجليزية]‏ باتفاقية توأمة.
- ترتبط ليينز مع غوريتسيا باتفاقية توأمة.
- ترتبط Glanegg [الإنجليزية]‏ مع كاساكو باتفاقية توأمة.
- ترتبط ميترسيل مع تريتيسيمو [الإنجليزية]‏ باتفاقية توأمة.
- ترتبط اشتاير مع سان بينيدتو دل ترونتو باتفاقية توأمة.
- ترتبط Bad Hall [الإنجليزية]‏ مع Stia [الإنجليزية]‏ باتفاقية توأمة.

## منظمات دولية مشتركة
يشترك البلدان في عضوية مجموعة من المنظمات الدولية، منها:
| علم المنظمة | اسم المنظمة                               | تاريخ انضمام النمسا | تاريخ انضمام إيطاليا |
| ----------- | ----------------------------------------- | ------------------- | -------------------- |
|             | مجلس أوروبا                               | ?                   | 5 مايو 1949          |
|             | منظمة التعاون الاقتصادي والتنمية          | ?                   | 29 مارس 1962         |
|             | منظمة التجارة العالمية                    | ?                   | 1995                 |
|             | المنظمة الأوروبية لسلامة الملاحة الجوية   | 1993                | 1996                 |
|             | المرصد الأوروبي الجنوبي                   | 2008                | 1982                 |
|             | الاتحاد البريدي العالمي                   | ?                   | ?                    |
|             | الاتحاد الأوروبي                          | 1995                | 25 مارس 1957         |
|             | الوكالة الدولية للطاقة                    | ?                   | ?                    |
|             | مجموعة الموردين النوويين                  | ?                   | ?                    |
|             | يونسكو                                    | 13 أغسطس 1948       | ?                    |
|             | الفريق المعني برصد الأرض                  | ?                   | ?                    |
|             | مؤسسة التمويل الدولية                     | 28 سبتمبر 1956      | 27 ديسمبر 1956       |
|             | المركز الدولي لتسوية المنازعات الاستشارية | 24 يونيو 1971       | 28 أبريل 1971        |
|             | بنك التنمية الآسيوي                       | 1966                | 1966                 |
|             | منظمة حظر الأسلحة الكيميائية              | ?                   | ?                    |
|             | مؤسسة التنمية الدولية                     | 28 يونيو 1961       | 24 سبتمبر 1960       |
|             | مجموعة أستراليا                           | 1989                | 1985                 |
|             | منظمة الأمن والتعاون في أوروبا            | 25 يونيو 1973       | 25 يونيو 1973        |
|             | مركز تنسيق الحركة في أوروبا ‏              | ?                   | ?                    |
|             | نظام تحكم تكنولوجيا القذائف               | 1991                | 1987                 |
|             | وكالة ضمان الاستثمار متعدد الأطراف        | 16 ديسمبر 1997      | 29 أبريل 1988        |
|             | الاتحاد الدولي للاتصالات                  | 1866                | 1866                 |
|             | منظمة الشرطة الجنائية الدولية             | ?                   | ?                    |
|             | الأمم المتحدة                             | 14 ديسمبر 1955      | 14 ديسمبر 1955       |
|             | البنك الدولي للإنشاء والتعمير             | 27 أغسطس 1948       | 27 مارس 1947         |
|             | البنك الإفريقي للتنمية                    | ?                   | ?                    |
|             | اتحاد المدفوعات الأوروبي ‏                 | ?                   | ?                    |

## أعلام
هذه قائمة لبعض الشخصيات التي تربطها علاقات بالبلدين:
- أماديو الأول (30 مايو 1845[33][34][35] – 18 يناير 1890[33][34][35])
- أوتو فون هابسبورغ (سياسي ألماني— نمساوي ووريث عرش الامبراطورية النمساوية-المجرية، 20 نوفمبر 1912[36][37] – 4 يوليو 2011[36][37])
- أومبيرتو الأول (14 مارس 1844[38][39] – 29 يوليو 1900[38][39][40])
- الأمير يوجين من سافوي (18 أكتوبر 1663[41][42][43] – 21 أبريل 1736[42][43])
- إلياس كانيتي (25 يوليو 1905[44][45][46] – 14 أغسطس 1994[44][45][46])
- تينتو براس (مخرج أفلام إيطالي، 26 مارس 1933[47][48][49] – )
- زيتا من بوربون بارما (9 مايو 1892[50][51] – 14 مارس 1989[50][51])
- فرانس فرديناند (ولي عهد النمسا-المجر، 18 ديسمبر 1863[52][53][54] – 28 يونيو 1914[52][53][54])
- فرديناند الأول إمبراطور النمسا (إمبراطور النمسا، 19 أبريل 1793[55] – 29 يونيو 1875[55])
- فرديناندو الأول ملك الصقليتين (12 يناير 1751[56][57][58] – 4 يناير 1825[56][57][59])
- فريدريك الثالث (21 سبتمبر 1415 – 19 أغسطس 1493)
- فيتوريو إمانويلي الثاني (سياسي إيطالي، 14 مارس 1820[60][61] – 9 يناير 1878[60][61])
- كارل كوري (5 ديسمبر 1896[62][63][64] – 20 أكتوبر 1984[62][64][65])
- كارل من هابسبورغ (سياسي نمساوي-ألماني ورئيس عائلة هابسبورغ الملكية، 11 يناير 1961 – )
- ماريا دي ميديشي (26 أبريل 1575[66][67][68] – 4 يوليو 1642)

## معرض صور

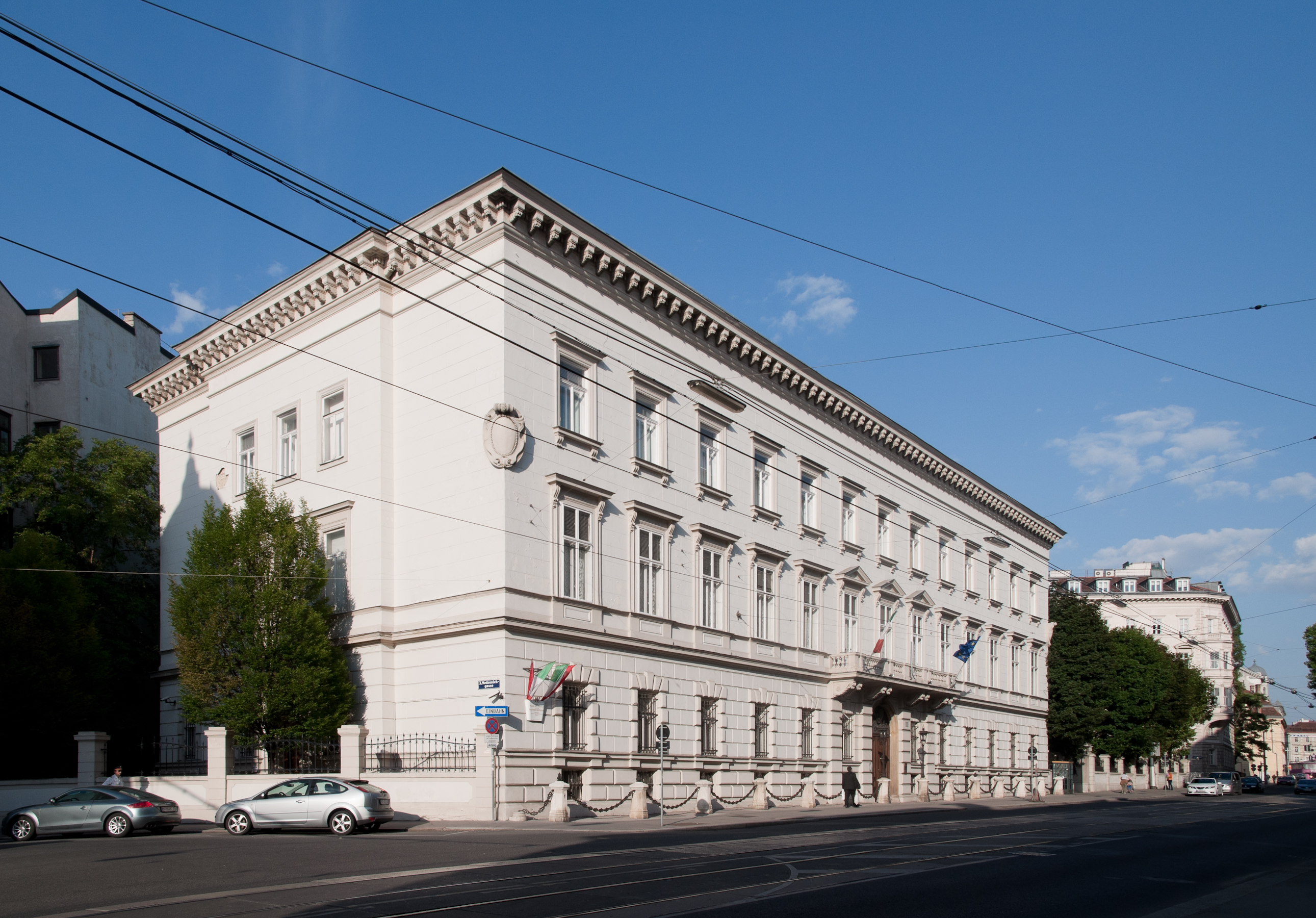
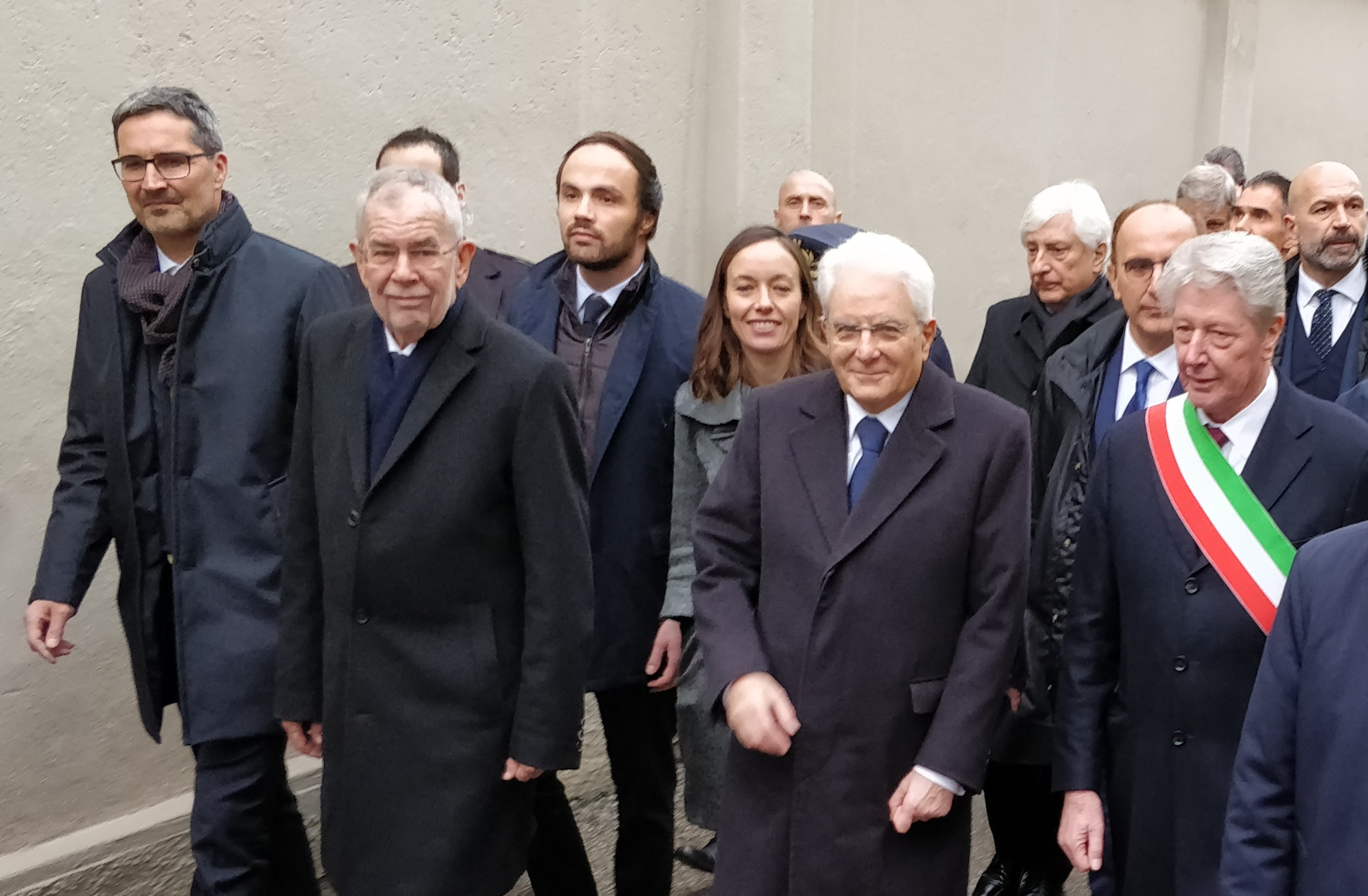
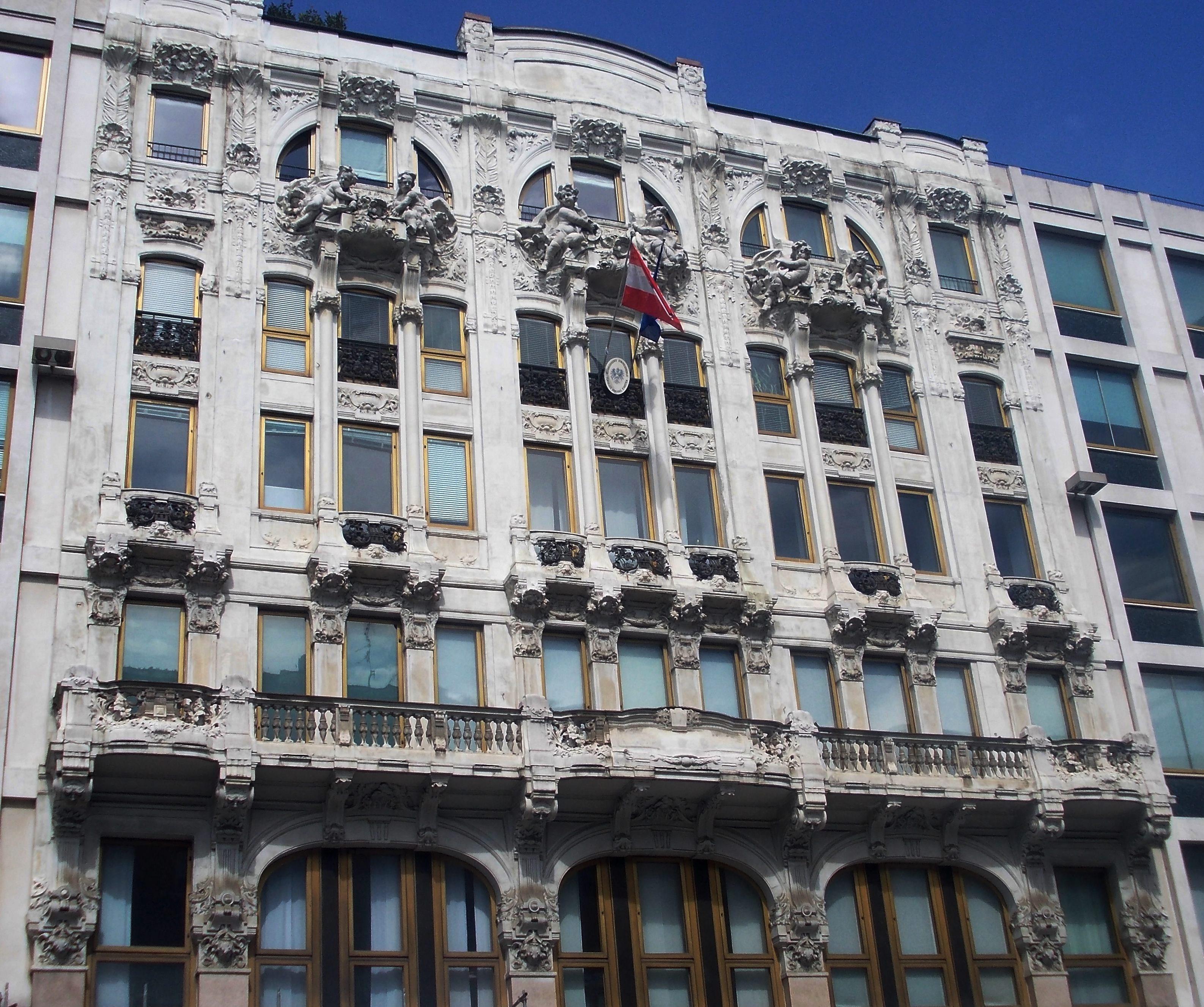

## وصلات خارجية
- موقع وزارة الخارجية النمساوية
- موقع وزارة الخارجية الإيطالية